# Distretto di Andaray
Il distretto di Andaray è uno degli otto distretti della provincia di Condesuyos, in Perù. Si trova nella regione di Arequipa e si estende su una superficie di 847,56 chilometri quadrati.

Istituito il 2 gennaio 1857, ha per capitale la città di Andaray; al censimento 2005 contava 808 abitanti.